# Okkernootfamilie
De okkernootfamilie (Juglandaceae) is een familie van bomen die wereldwijd voorkomen, behalve in Afrika en Australië. De familie is waarschijnlijk het best bekend van de walnoot en de pecannoot. In België en Nederland komt geen enkele soort van nature voor, maar de wal- of okkernoot (Juglans regia) uit het geslacht walnoot (Juglans) is vaak aangeplant in tuinen en parken.  Ook Zwarte walnoot (Juglans nigra) en Kaukasische vleugelnoot (Pterocarya fraxinifolia) worden soms aangeplant.

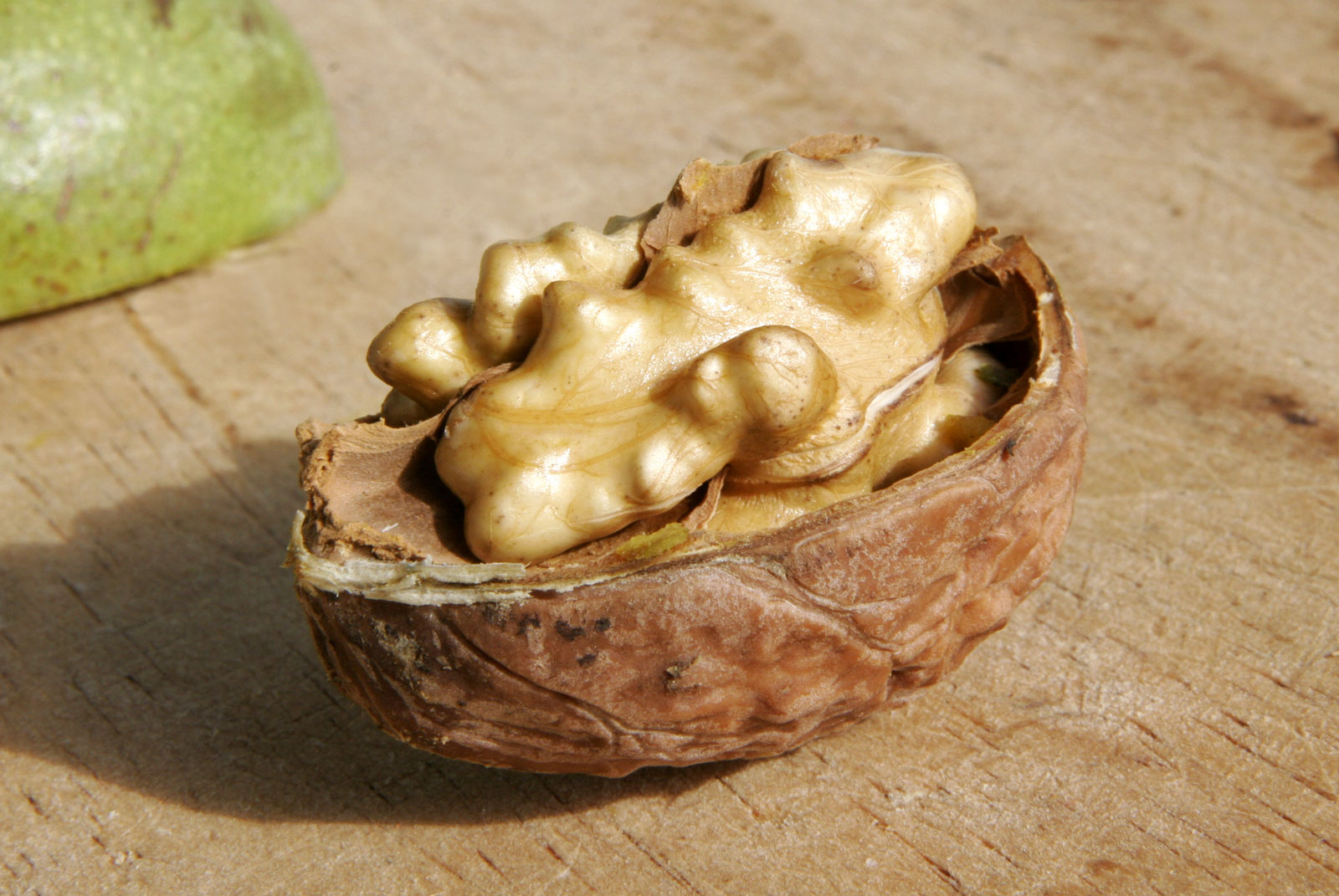

## Geslachten
De familie telt wereldwijd vijftig tot zestig soorten in zeven  tot tien geslachten, waarvan de volgende op Wikipedia behandeld worden:
- Carya
- Engelhardia
- Juglans (Walnoot)
- Platycarya
- Pterocarya

## Taxonomie
In het Cronquist-systeem (1981) werd de familie geplaatst in de orde Juglandales (die verder ook de familie Rhoipteleaceae omvatte). In het APG-systeem (1998) en het APG II-systeem (2003) is de okkernootfamilie opgenomen in de orde Fagales.
In APG II (2003) zijn er twee mogelijke omschrijvingen, namelijk inclusief de planten die anders de familie Rhoipteleaceae vormen en exclusief deze planten.